# 브루스 A. 영

브루스 A. 영(Bruce A. Young, 1956년 4월 22일 ~ )은 미국의 연극 배우, 영화배우, 텔레비전 배우, 각본가이다.
미국에서 태어났다.쥬라기공원3에 출연했다.

## 영화
- 인투 템테이션 (2009년)
- 에드몬드의 범죄 (2005년)
- 카우 삼총사 (2004년)
- BMW 단편 프로젝트 - 틱커 (2002년)
- 언디스퓨티드 (2002년)
- 이너프 (2002년) - 수사관 역
- 쥬라기 공원 3 (2001년) - M.B. 내쉬 역
- 엔젤 온 애비 스트리트 (1999년)
- 노멀 라이프 (1996년)
- 페노메논 (1996년) - FBI 요원 잭 해치 역
- 언더 더 훌라 문 (1995년)
- 악연의 사슬 (1995년)
- 포인트맨 (1994년)
- FBI 기동 타격대 7 (1994년)
- 작은 전쟁 (1994년)
- 브링크 (1994년)
- 총알 탄 사나이 3 (1994년)
- 트레스패스 (1992년)
- 원초적 본능 (1992년) - 앤드류 역
- 제인의 말로 (1991년)
- 못말리는 비행사 (1991년)
- 누명 (1989년)
- 21 점프 스트리트 (1987년)
- 사랑의 종소리 (1987년)
- 컬러 오브 머니 (1986년)
- 위험한 청춘 (1983년)